# Bivirga
La bivirga è un neuma di due note utilizzato nel canto gregoriano. 
La notazione corsiva indica che questo neuma è forte, ciò giustifica la ripercussione tra le due note. La bivirga è praticamente sempre presente alla sommità melodica, gioca quindi di fatto un ruolo naturale di accentuazione del gruppo neumatico di appartenenza.
Essa corrisponde normalmente ad una doppia virga episemata nella notazione di san Gallo  ed è una doppia nota lunga  in quella di Laon.